# Wini Shaw
Wini Shaw, o anche Winifred Shaw, nata Winifred Lei Momi (San Francisco, 25 febbraio 1907 – New York, 2 maggio 1982), è stata una cantante, attrice e ballerina statunitense.

## Biografia
Figlia di due artisti del vaudeville, Esther Pua Kinanu Stephenson - di origine hawaiana - e James Edmonds Shaw, era la più giovane di tredici tra fratelli e sorelle e iniziò la sua carriera sulle scene del teatro di varietà già da bambina. 
Negli anni trenta, apparve in alcuni film della Warner Bros. ed è ricordata soprattutto per essere stata l'interprete di Lullaby of Broadway, celebre brano del musical Donne di lusso 1935,  che quell'anno vinse il premio Oscar alla migliore canzone. Altro suo brano famoso fu Lady in Red, che cantò nel film Follia messicana.
Morì il 2 maggio 1982, all'età di 75 anni. È sepolta a New York, nel Queens, nel cimitero cattolico di Calvary Cemetery.

### Vita privata
L'attrice si sposò due volte, la prima con Leo Lorrilard Lonoikauaki Cummins. Dal matrimonio, celebrato nel 1924, quando aveva 17 anni, nacquero tre bambini, due dei quali furono Elizabeth Alta Kapeka Cummins Holding e John Adams Cummins. Nel 1955 si sposò con William J. O'Malley, ritirandosi dalle scene.

## Filmografia
- Cross Country Cruise, regia di Edward Buzzell (1934)
- Three on a Honeymoon, regia di James Tinling (1934)
- I Believed in You, regia di Irving Cummings (1934)
- Oro maledetto (Wild Gold), regia di George Marshall (1934)
- Million Dollar Ransom, regia di Murray Roth (1934)
- Gift of Gab, regia di Karl Freund (1934)
- Wake Up and Dream, regia di Kurt Neumann (1934)
- Sweet Adeline, regia di Mervyn LeRoy (1934)
- What, No Men?, regia di Ralph Staub (1935) - corto
- Donne di lusso 1935 (Gold Diggers of 1935), regia di Busby Berkeley (1935)
- Gypsy Sweetheart, regia di Ralph Staub (1935) - corto
- The Case of the Curious Bride, regia di Michael Curtiz (1935)
- Follia messicana (In Caliente), regia di Lloyd Bacon (1935)
- Miss prima pagina (Front Page Woman), regia di Michael Curtiz (1935)
- Page Miss Glory, regia di Mervyn LeRoy (1935)
- Broadway Hostess, regia di Frank McDonald (1935)
- King of the Islands, regia di Ralph Staub (1936) - corto
- The Singing Kid, regia di William Keighley e Busby Berkeley (1936)
- Sons o' Guns, regia di Lloyd Bacon (1936)
- Romance in the Air, regia di Murray Roth (1936)
- Satan Met a Lady, regia di William Dieterle (1936)
- L'uomo ucciso due volte (The Case of the Velvet Claws), regia di William Clemens (1936)
- The CooCoo Nut Grove, regia di Friz Freleng (1936) - corto
- Fugitive in the Sky, regia di Nick Grinde (1936)
- Smart Blonde, regia di Frank McDonald (1937)
- Ready, Willing and Able, regia di Ray Enright (1937)
- Melody for Two, regia di Louis King (1937)
- September in the Rain, regia di Friz Freleng (1937) - corto
- Little Me, regia di Roy Mack (1938) - corto
- Hats and Dogs, regia di Lloyd French (1938) - corto
- Rhumba Land, regia di Larry Ceballos (1939) - corto